# Toxicocalamus buergersi
Toxicocalamus buergersi là một loài rắn trong họ Rắn hổ. Loài này được Sternfeld mô tả khoa học đầu tiên năm 1913.